# Rainer-Michael Munz
Rainer-Michael Munz (* 1947 in Meßkirch) ist ein deutscher Kirchenmusiker und emeritierter Hochschullehrer.

## Leben
Munz studierte in Berlin und Freiburg im Breisgau Kirchenmusik (A-Examen). 1976 gewann er den Internationalen Orgelimprovisationswettberwerb Knechtsteden. Er wirkte von 1972 bis 1974 als Kantor in Kenzingen, 1974 wechselte er an die Markuskirche in Freiburg und 1976 nach Wildeshausen. Von 1976 bis 1989 war er auch Orgelsachverständiger der Evangelisch-Lutherischen Kirche in Oldenburg. 1985 war er mit dem Demantius Chor Oldenburg 1. Preisträger des Deutschen Chorwettbewerbs. Von 1989 bis zu seiner Pensionierung 2013 war er Kirchenmusiker an der St. Nikolaikirche in Kiel, 1999 erfolgte die Ernennung zum Kirchenmusikdirektor. Von 1989 bis zu seiner Pensionierung war er Professor für Orgelimprovisation an der Hochschule für Musik und Theater Hamburg.
Munz lebt im Umland von Kiel, wo er nach wie vor als Organist vertretungsweise wirkt.

## Tondokumente
- Lob und Dank
- Impro '98
- Impro '99